# 牧羊人

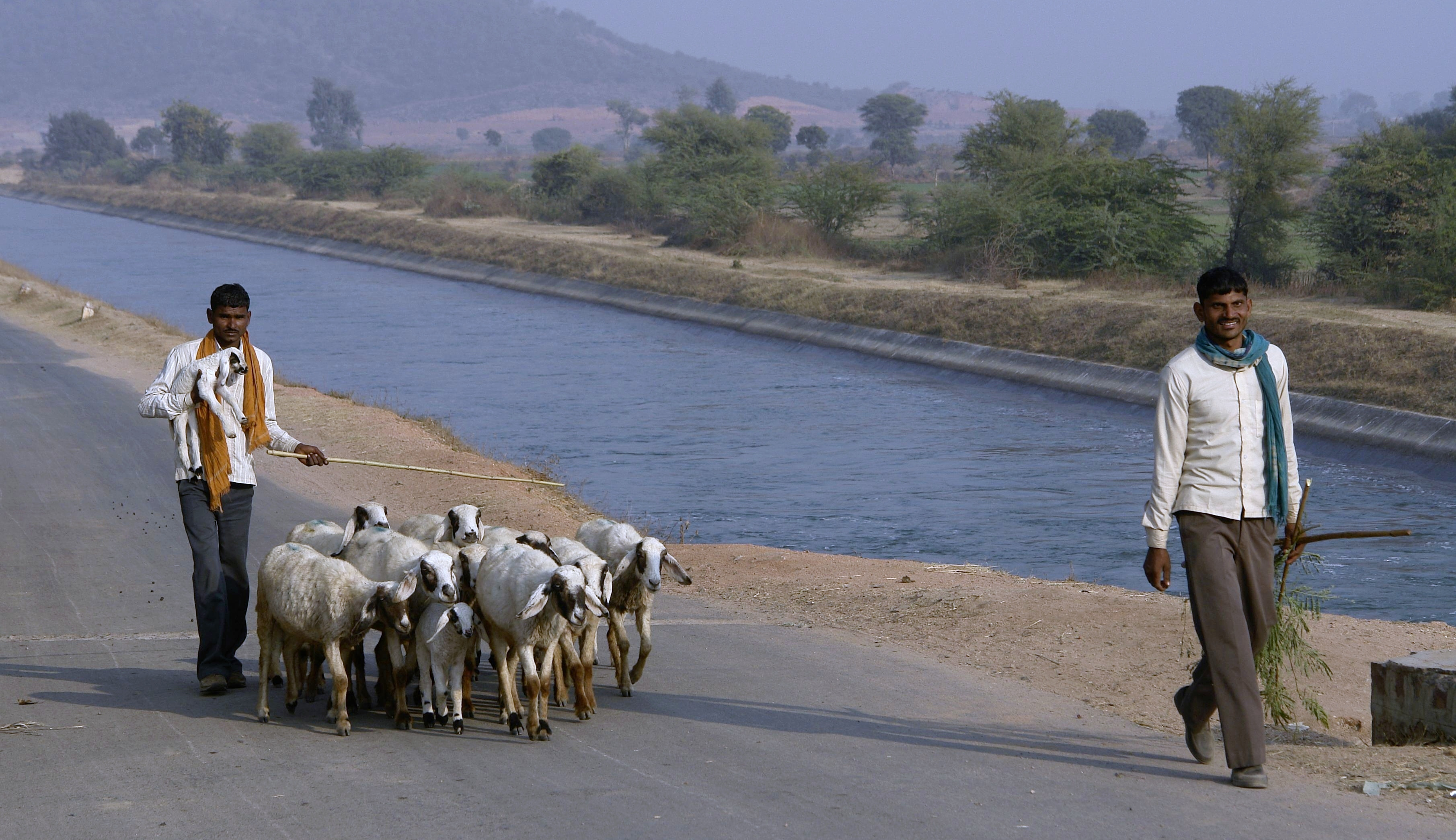
印度的一位牧羊人

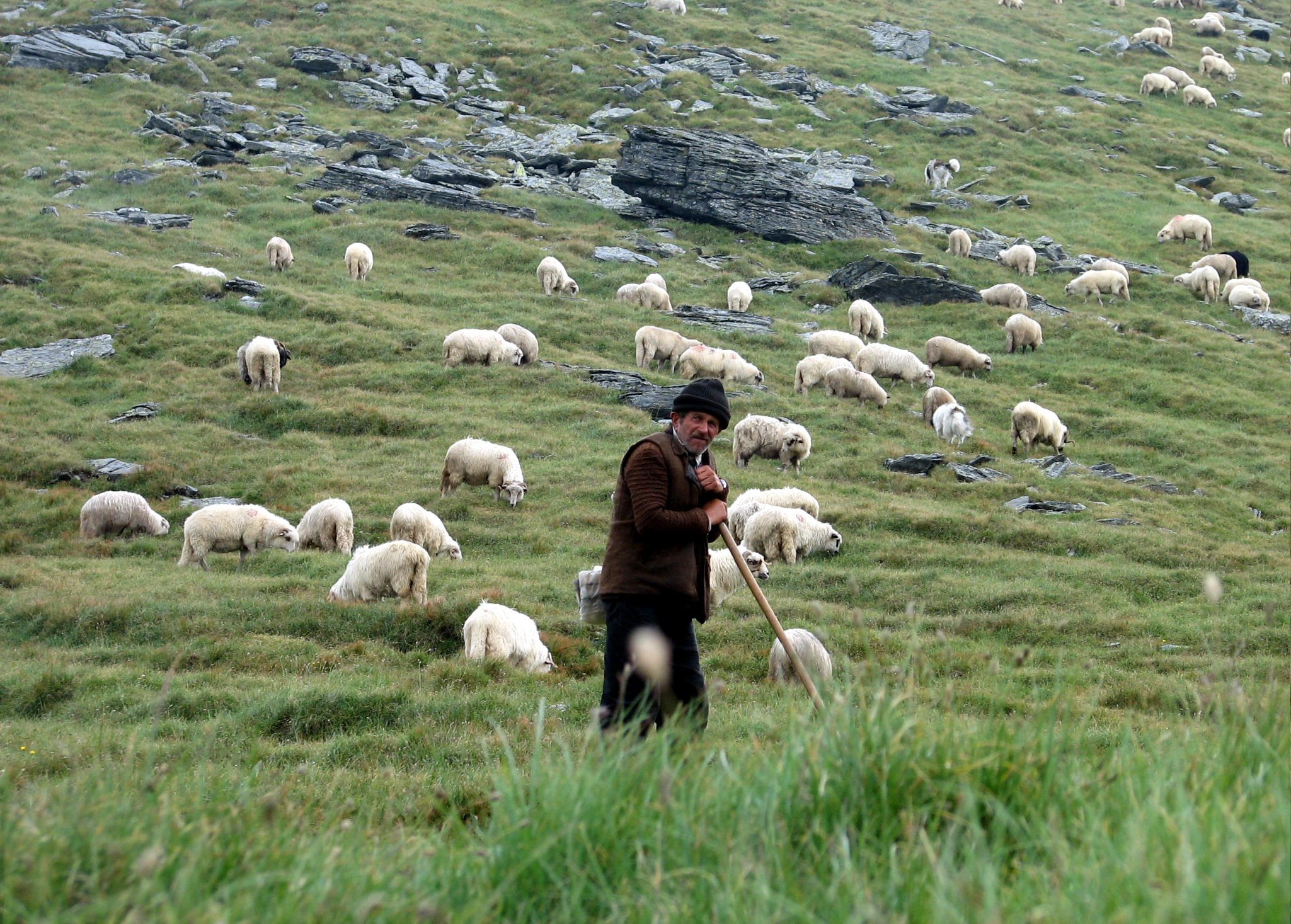
罗马尼亚弗格拉什山脈一位放牧绵羊的牧羊人

牧羊人是指照料、放牧、喂养或看守羊群的人。牧羊是世界上最古老的职业之一，世界各地都有牧羊人的身影，牧羊人是畜牧业中的一个重要组成部分。
由于牧羊人无处不在，许多宗教和文化都有关于牧羊人的寓言或隐喻，例如耶稣称自己善牧，古希腊神话中的恩底弥翁也是一位牧羊人。